# 错切

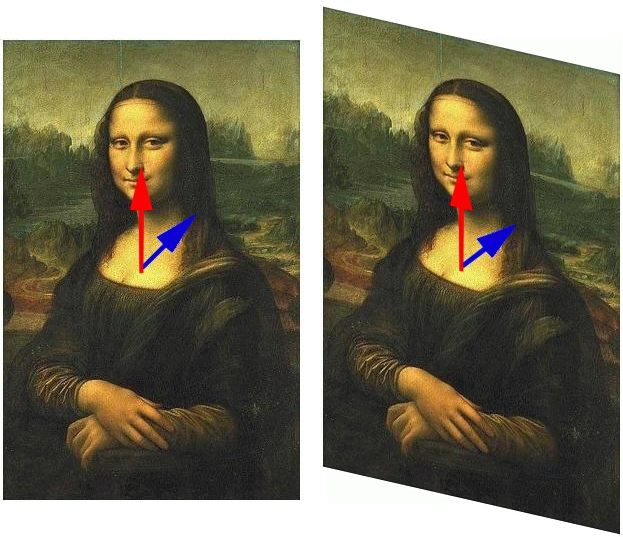
一个画像的错切变换，图像以它的中心垂直轴不变动的方式变形。

在数学中，剪切影射（英語：transvection，或 shear mapping）是特殊类型的线性变换。臺灣翻譯為推移。

## 基本形式
在平面 {(x,y): x,y ∈R} 中，直线 y = b 垂直错切成直线 y = mx + b 是通过如下线性映射完成的
{\displaystyle (x,y){\begin{bmatrix}1&0\\m&1\end{bmatrix}}=(x+my,y)}
类似的，垂直直线 x = a 水平错切成斜率 1/m 的直线表示为线性映射
{\displaystyle (x,y){\begin{bmatrix}1&m\\0&1\end{bmatrix}}=(x,mx+y)}

## 高级形式
对于向量空间 V 和子空间 W，固定 W 的错切平移所有平行于 W 的向量。 
更加精确地说，如果 V 是 W 和 W′的直和，我们写向量为
v = w + w′
相应的，典型的固定 W 的错切是 L： 
L(v) = w + (w′ + M(w′))
这里的 M 是从 W′ 到 W 的线性映射。因此在分块矩阵术语中，L 可以被表示为 2×2，在对角线上的块是 I (单位矩阵)，M 在对角线之上 0 在其下。